# Соломино
Соло́мино (рос. Соломино) — присілок у складі Топкинського округу Кемеровської області, Росія.

## Населення
Населення — 102 особи (2010; 120 у 2002).
Національний склад (станом на 2002 рік):
- росіяни — 87 %